# 충담
충담 (忠湛, 869년 ~ 940년) 은 신라 말 고려 초의 승려이다. 일찍이 부모를 여의고 승려가 되었다. 889년 진성 여왕 때 무주 영신사에서 구족계(승려가 지켜야 할 계율)를 받았다. 그 후 당에 건너가 정원을 만나고, 효공왕 때 귀국하여 왕사가 되었다.
고려 태조 때에도 왕사가 되었으며, 그가 죽자 태조가 친히 비문을 지어 당 태종의 글씨로 새긴 탑비를 원주 영봉산 흥법사에 세워주었다. 현재 보물 제463호인 탑비와 제365호인 탑 및 석관이 남아 있다.

## 같이 보기
- 원주 흥법사지 진공대사탑 및 석관 - 보물 제365호
- 원주 흥법사지 진공대사탑비 - 보물 제463호